# Paul Robert
Paul Charles Jules Robert, habitualmente llamado Paul Robert, nació el 19 de octubre de 1910 en Orléansville, (departamento de Alger), actual Chlef en Algérie, y murió el 11 de agosto de 1980 en Mougins (Alpes-Marítimos). Fue un lexicógrafo y editor francés. 
Realizó primero sus estudios de Derecho (se recibió en el Colegio de Alger) y luego de política; en 1945 se orientó hacia la lexicografía.
Comienza la redacción de un diccionario alfabético y analógico de la lengua francesa, publicado entre 1953 y 1964 en 8 volúmenes y 1 suplemento, pero que la Academia francesa elige respaldar desde el 15 de junio de 1950 (Premio Santour) bajo la simple presentación de un primer fascículo.
Funda con este fin su propia casa editorial en 1951 y reúne alrededor de él a un equipo de colaboradores, entre los cuales están Alain Rey, Jossette Rey-Debove y Henri Cottez. Su diccionario es en adelante objeto de ediciones de formatos diferentes, todas  subtituladas Dictionnaire alphabétique et analogique de la langue française (Diccionario alfabético y analógico de la lengua francesa):
- Grand Robert de la langue française (1964), en 8 volúmenes et 1 suplemento (1971)
- Le Petit Robert 1 (1967), condensación de su antecesor.

Por otro lado, el mismo equipo editó:
- el Robert méthodique (Diccionario metódico del francés actual),
- el Micro-Robert (Diccionario del francés primordial) (1971),
- el Grand Robert des noms propres (Diccionario universal de nombres propios), 1968-1974), en 5 volúmenes
- el Petit Robert 2 (Diccionario de nombres propios) (1974), condensación del anterior. Cabe destacar una importante innovación en la edición de 2005: la aparición de 10 000 referencias etimológicas, que aparece por primera vez en un diccionario de nombres propios en lengua francesa.
- el Dictionnaire universel de la peinture (Diccionario universal de la pintura), en 6 volúmenes
- varios diccionarios bilingües
- diversos diccionarios temáticos
- reedición anastática del Diccionario universal... de Antoine Furetière (1690), en 3 volúmenes.